# Jiří Rusnok
Jiří Rusnok, född 16 oktober 1960 i Ostrava i Tjeckoslovakien, är en tjeckisk politiker (obunden). 
Han var Tjeckiens premiärminister från den 10 juli 2013 fram till den 29 januari 2014, och ledde en regering bestående av enbart teknokrater. Från 2001 till 2002 var han finansminister.
Rusnok blev ombedd att bilda regering den 25 juni 2013 efter att Petr Nečas lämnat in sin avgångsansökan efter att en omfattande korruptionsskandal avslöjats. Hans regering, som tillträdde den 10 juli 2013, skulle leda landet fram till parlamentsvalet som hölls under våren 2014. Som finansminister och vice premiärminister utsåg han den före detta premiärministern, teknokraten, Jan Fischer.